# Heimatfilm
Heimatfilms behoren tot het typische filmgenre dat van de jaren 1940 tot 1970 populair was in Duitsland, Oostenrijk en Zwitserland en waarin die Heimat (de geboortegrond, het thuisland, eigen volk of streek of de plaatselijke natuur) geïdealiseerd wordt weergegeven.

## Kenmerken
Heimatfilms spelen zich bijna altijd af in ongerepte natuurgebieden zoals de Alpen, de Lüneburger Heide of het Zwarte Woud, waarbij familietradities, liefde, vriendschap, eerbied voor de natuur en de eigen gewoontes en zeden op een sentimentele manier worden verheerlijkt. 
De films werden in het Duitse taalgebied niet alleen aangekondigd als een heimatfilm, maar  ook als een drama (bijvoorbeeld Am Brunnen vor dem Tore - 1952), een romantische komedie (bijvoorbeeld Ich denke oft an Piroschka - 1955), een muzikale film (bijvoorbeeld Wo die Lerche singt - 1956) of een liefdesfilm (bijvoorbeeld Zwei Herzen voller Seligkeit - 1957) en zelfs als "Kriminalfilm" (bijvoorbeeld Weißer Holunder - 19570. 
Naast de tegenstelling tussen de zuivere, landelijke tradities en de gevaren van de (vaak stedelijke) vooruitgang, draait het verhaal ook vaak om een integer meisje dat belaagd wordt door een slechterik en uiteindelijk gered wordt door de jongen van haar dromen.

## Geschiedenis
Al in 1910 ontstonden de eerste verfilmingen van de populaire heimatromans van de Duitse auteur Ludwig Ganghofer. Aanvankelijk sprak men nog van "Volksfilms". In 1933 werd de term "heimatfilm" voor het eerst gebruikt als genreaanduiding voor de verfilmingen van de heimatromans van Ganghofer, onder andere voor Die blonde Christl van Franz Seitz senior. De term "heimatfilm" zou pas in 1950 algemeen geïntroduceerd worden door de Duitse filmproducent Peter Ostermayr en nadien ook door onder andere de productiehuizen te Bendestorf) worden gebruikt voor het genre.
De heimatromans uit die tijd draaiden vaak rond opstandige boerendochters, ongelukkige liefdes tussen rijke edelen en arme boerenmeisjes, conflicten tussen jagers en stropers, de spanningen tussen stad en het platteland, Deze elementen zouden later terugkomen in de heimatfilms. In de jaren 1930 kwamen ook de eerste films in de zalen die zich niet langer binnenskamers afspeelden, maar  tegen de achtergrond van de ongerepte berglandschappen van Duitsland en Oostenrijk (onder andere Die weiße Hölle vom Piz Palü uit 1929 en Stürme über dem Mont Blanc uit 1930 van regisseur Arnold Fanck). Tijdens het  naziregime werd het draaien van dergelijke "bergfilms" aangemoedigd omdat ze aansloten bij de verheerlijking van het vaderland (Blut und Boden). 
Na de Tweede Wereldoorlog ontwikkelde het genre zich verder in West-Duitsland. Het succes van Der Förster vom Silberwald uit 1954  was het begin van de glorietijd van de Duitse en Oostenrijkse heimatfilms. Voor velen waren deze films een middel om te ontsnappen aan de gruwelijke gevolgen van de oorlog en de hardheid van het alledaagse bestaan in een verscheurd Duitsland. De films gaven een (geïdealiseerd) beeld van een nieuwe toekomst.
Tot 1960 werden meer dan 300 heimatfilms gedraaid, maar vele films uit de jaren 1950 en 1960 waren remakes van films uit de  nationaalsocialistische periode. Heel wat films uit die periode werden vlak na de oorlog door de geallieerden als bedenkelijk bestempeld en enkel (aangepaste) remakes werden toegestaan. Ze draaiden meestal ook om ongelukkige liefdes, standsverschillen, de tegenstelling tussen stad en natuur, conflicten tussen traditie en vooruitgang of  generatieconflicten. De verhaallijn was vrij simpel, maar eindigde bijna altijd met een happy end.
In dezelfde periode werden ook in de DDR heimatfilms gedraaid, maar die waren meer bedoeld als propaganda voor het Oost-Duitse communistische regime.
Vanaf het midden van de jaren 1960 werd de belangstelling gaandeweg minder. In het decennium erna was er een lichte opleving, maar deze films waren minder romantisch van toon. Typisch voor deze periode waren de erotische  lederhosenfilms. Elementen van de toenmalige heimatfilms zijn nog terug te vinden in Duitse tv-series zoals Die Schwarzwaldklinik.

## Trivia
- Algemeen wordt de heimatfilm beschouwd als een filmgenre dat typisch is voor het Duitse en Oostenrijkse taalgebied. In die zin is het genre te vergelijken met de Amerikaanse western.
- In Oostenrijk behoren de verfilmingen van de  Heidi-boeken van de Oostenrijkse schrijfster Johanna Spyri tot het genre, evenals de Sissi-trilogie van Ernst Marischka.
- Met 28 miljoen bezoekers is de Oostenrijkse Echo der Berge (Duitse titel: Der Förster vom Silberwald) uit 1954 de meest succesvolle heimatfilm ooit.